# Novovasîlivka, Ivanivka
Novovasîlivka (în ucraineană Нововасилівка) este o comună în raionul Ivanivka, regiunea Herson, Ucraina, formată numai din satul de reședință.

## Demografie
Componența lingvistică a comunei Novovasîlivka
     Ucraineană (92,25%)
     Rusă (4,24%)
     Alte limbi (0,12%)
Conform recensământului din 2001, majoritatea populației comunei Novovasîlivka era vorbitoare de ucraineană (92,25%), existând în minoritate și vorbitori de rusă (4,24%) și armeană (2,06%).